# Lochwiller

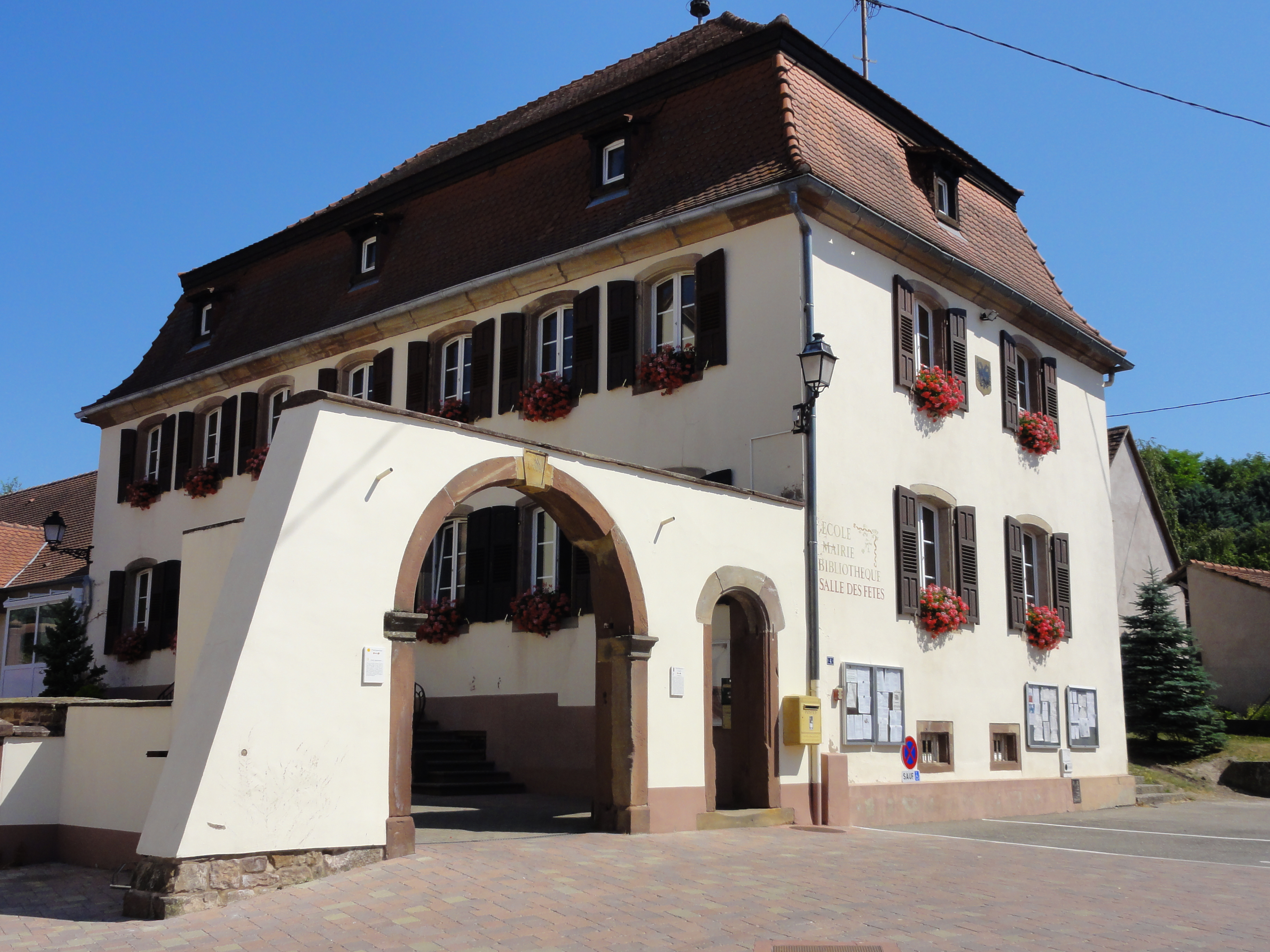
Mairie – ehemals: Pfarrhaus

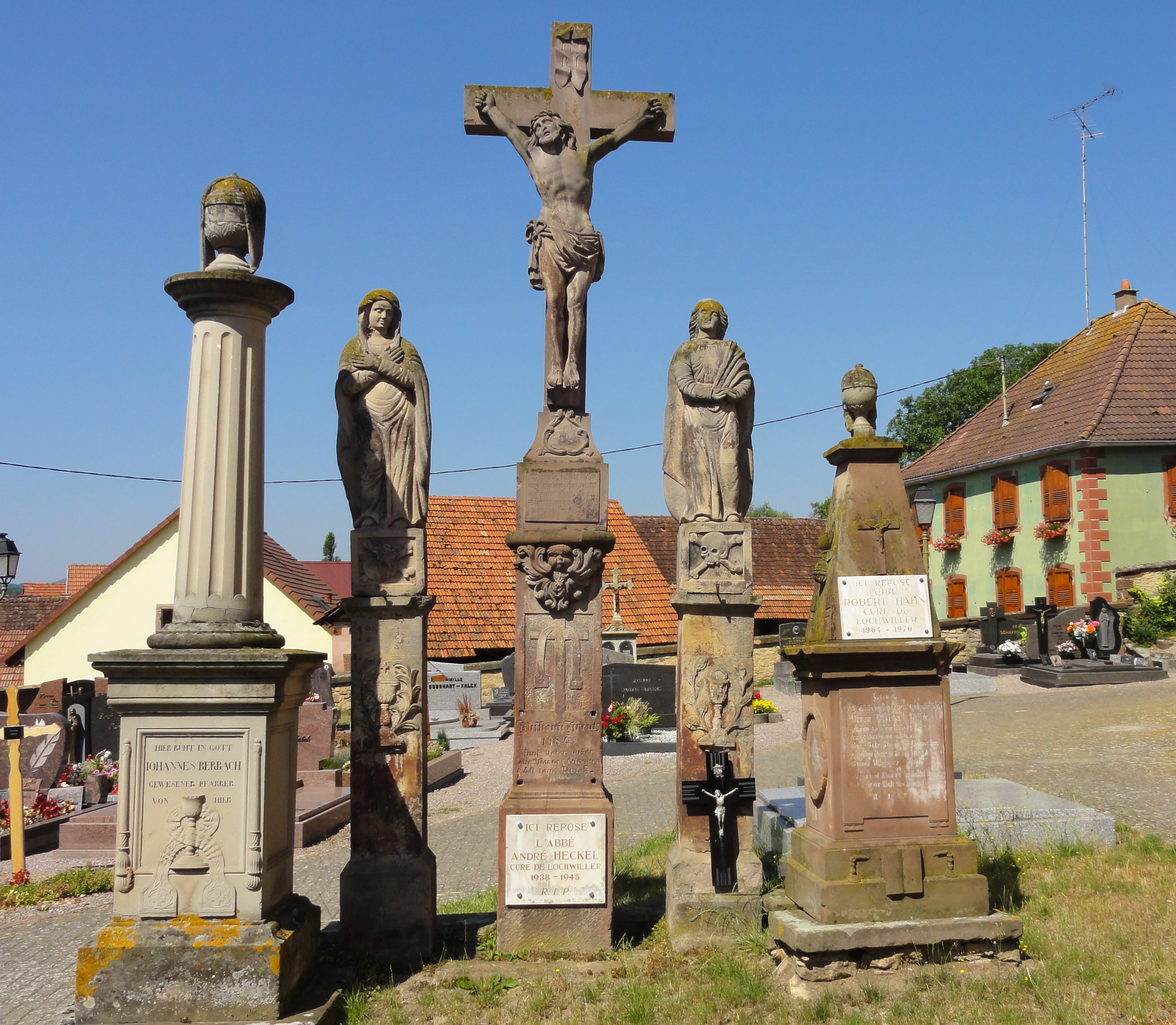
Friedhof Lochwiller

Lochwiller (deutsch Lochweiler, historisch auch Lechtweiler) ist eine französische Gemeinde mit 390 Einwohnern (Stand 1. Januar 2021) im Département Bas-Rhin in der Region Grand Est (bis 2015 Elsass).

## Geografie
Das Dorf liegt in der Oberrheinischen Tiefebene. Das Gebiet außerhalb des Dorfkerns wird vor allem landwirtschaftlich genutzt. Lochwiller hat keinen direkten Zugang zu einer Departementsstraße. Nebenstraßen verbinden den Ort sternförmig mit den umliegenden Gemeinden. Das sind Schwenheim im Norden, Wolschheim im Nordosten, Kleingœft im Südosten, Reutenbourg im Südwesten und Marmoutier im Westen. Die nächstgelegene Stadt ist Saverne, neun Kilometer westlich von Lochwiller.

## Geschichte

### Mittelalter
Lochweiler gehörte zur Herrschaft Ochsenstein. Als die Familie derer von Ochsenstein im Mannesstamm mit Georg von Ochsenstein 1485 ausstarb, gelangte das Erbe über dessen Schwester an die Grafen von Zweibrücken-Bitsch.

### Frühe Neuzeit
1570 kam es zu einem weiteren Erbfall, der Lochweiler zur Grafschaft Hanau-Lichtenberg brachte: Graf Jakob von Zweibrücken-Bitsch (* 1510; † 1570) und sein schon 1540 verstorbener Bruder Simon V. Wecker hinterließen nur jeweils eine Tochter als Erbin. Die Tochter des Grafen Jakob, Margarethe (* 1540; † 1569), war mit Philipp V. von Hanau-Lichtenberg (* 1541; † 1599) verheiratet. Zu dem sich aus dieser Konstellation ergebenden Erbe zählte auch die Herrschaft Ochsenstein. In der Verwaltungsstruktur der Grafschaft Hanau-Lichtenberg wurde Lochweiler dem Amt Westhofen zugeschlagen. Philipp V. von Hanau-Lichtenberg führte in den ererbten Gebieten sofort die Reformation durch, die wie sein übriges Herrschaftsgebiet nun lutherisch wurden.
Mit der Reunionspolitik Frankreichs unter König Ludwig XIV. kamen das Amt Westhofen und Lochweiler unter französische Oberhoheit. Im 18. Jahrhundert gehörten sie dann nicht mehr zum Amt Westhofen, das nach dem Tod des letzten Hanauer Grafen, Johann Reinhard III., 1736 an den Sohn seiner einzigen Tochter, Charlotte, den Erbprinzen und späteren Landgrafen Ludwig (IX.) von Hessen-Darmstadt fiel.

### Zeitgeschichte
Durch die Bohrung für ein Erdwärmekraftwerk im Jahr 2003 wurde eine bis dahin wasserundurchlässige Tonschicht in 100 Metern Tiefe durchstoßen. Seitdem dringt Grundwasser in Gesteinsschichten vor, in denen es chemisch mit Calciumsulfat reagiert, dieses in Gips umwandelt, der ein sehr viel größeres Volumen einnimmt, sich ausdehnt und die Oberfläche dadurch anhebt. Wie im Fall der Hebungsrisse in Staufen im Breisgau kommt zu Rissen in Gebäuden und dem Einsinken von Straßen.

### Bevölkerungsentwicklung
| 1962 | 1968 | 1975 | 1982 | 1990 | 1999 | 2006 | 2012 | 2014 |
| ---- | ---- | ---- | ---- | ---- | ---- | ---- | ---- | ---- |
| 260  | 268  | 281  | 322  | 341  | 345  | 372  | 443  | 439  |

## Sehenswürdigkeiten
- Kirche Saint-Jacques-le-Majeur, erbaut 1756